# Rue Dupleix
Pour les articles homonymes, voir Dupleix.
La rue Dupleix est une rue du 15e arrondissement de Paris.

## Situation et accès
Longue de 385 mètres, elle commence au 74, avenue de Suffren et finit au 83, boulevard de Grenelle.

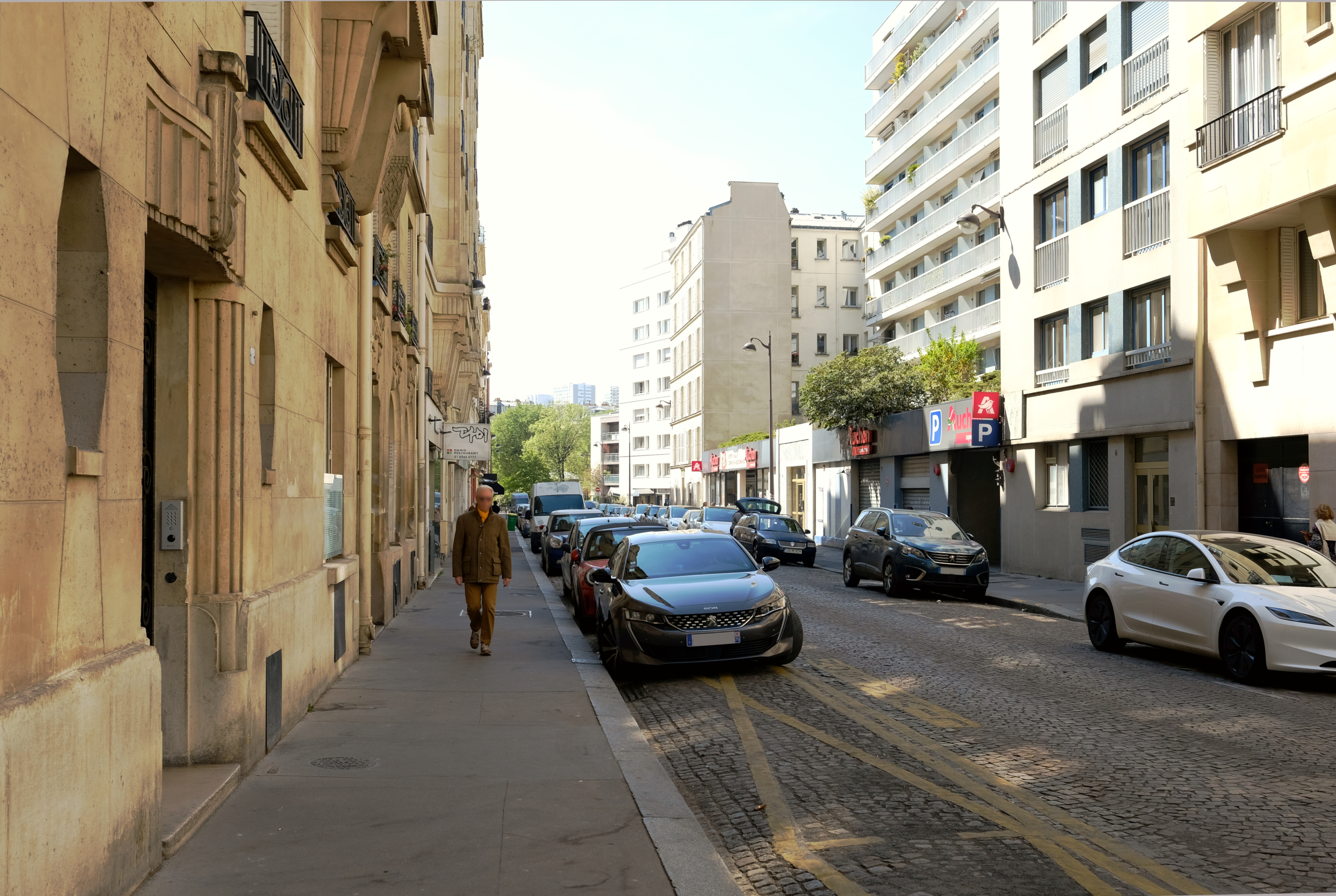
La rue Dupleix vue de l'avenue de Suffren.
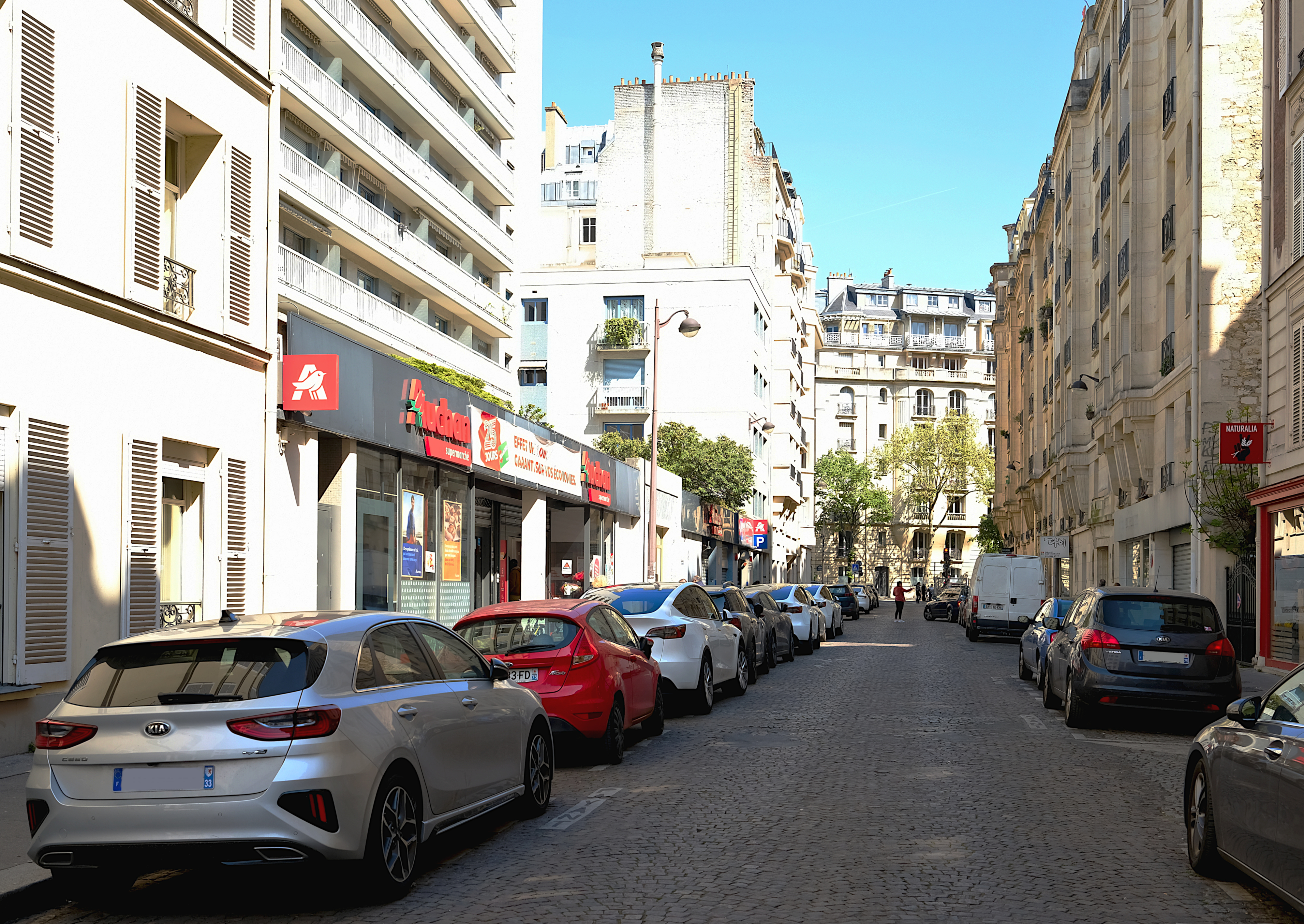
En direction de l'avenue de Suffren.

Le quartier est desservi par la ligne 6 à la station Dupleix.

## Origine du nom

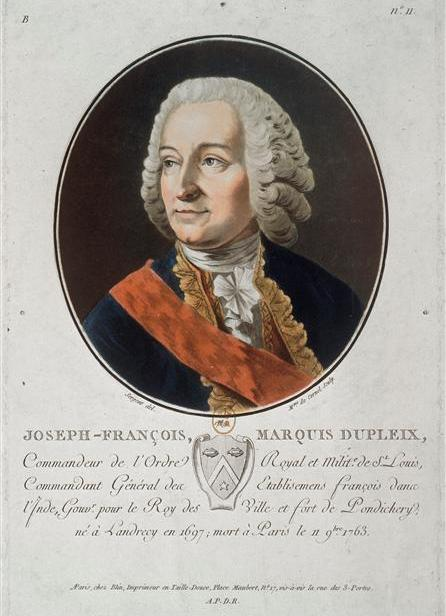
Jean-François Dupleix.

Elle a été nommée en mémoire de Joseph François Dupleix (1697-1763), gouverneur général des Établissements français de l'Inde, de même que la place Dupleix.

## Historique

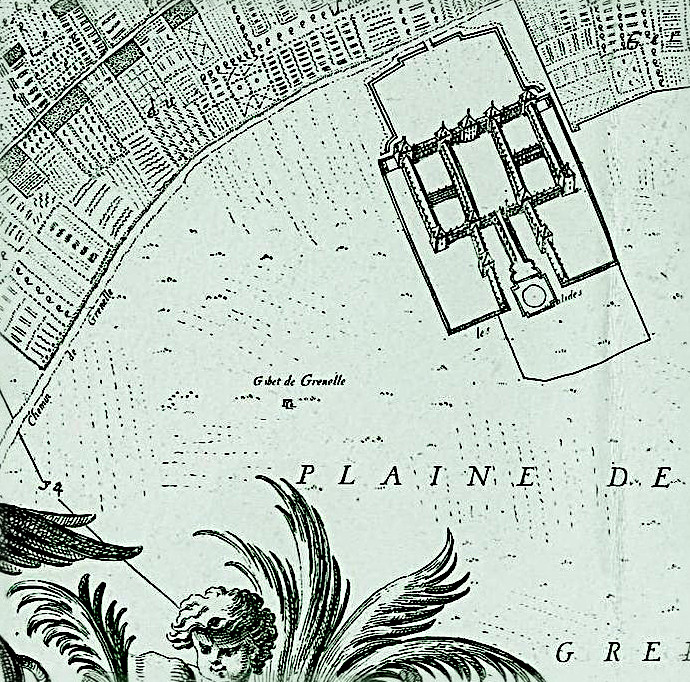
Le gibet de Grenelle sur la plaine de Grenelle (plan de Jouvin de Rochefort, 1672).

La rue Dupleix existait déjà au XVe siècle dans la plaine de Grenelle. On la nommait « chemin Neuf » en 1459, puis « voie Nouvelle » (1462), « sentier Neuf » (1489), « ruelle Neuve » (1491), « chemin » ou « sentier de la Justice » (1518),, « chemin du Gibet » (1540), ou encore « chemin des Invalides à Grenelle » (1751).
Elle prit son nom actuel en 1807, d'après un décret impérial de mai 1806.
Le 15 juillet 1918, durant la première Guerre mondiale, un obus lancé par la Grosse Bertha explose rue Dupleix.

## Bâtiments remarquables et lieux de mémoire
- no 5 : Domicile clandestin du colonel Fernand Rétoré, dit « Panthère », responsable du réseau Alliance zone Nord, en 1942.
- nos 9, 9bis et 11 : voie privée.

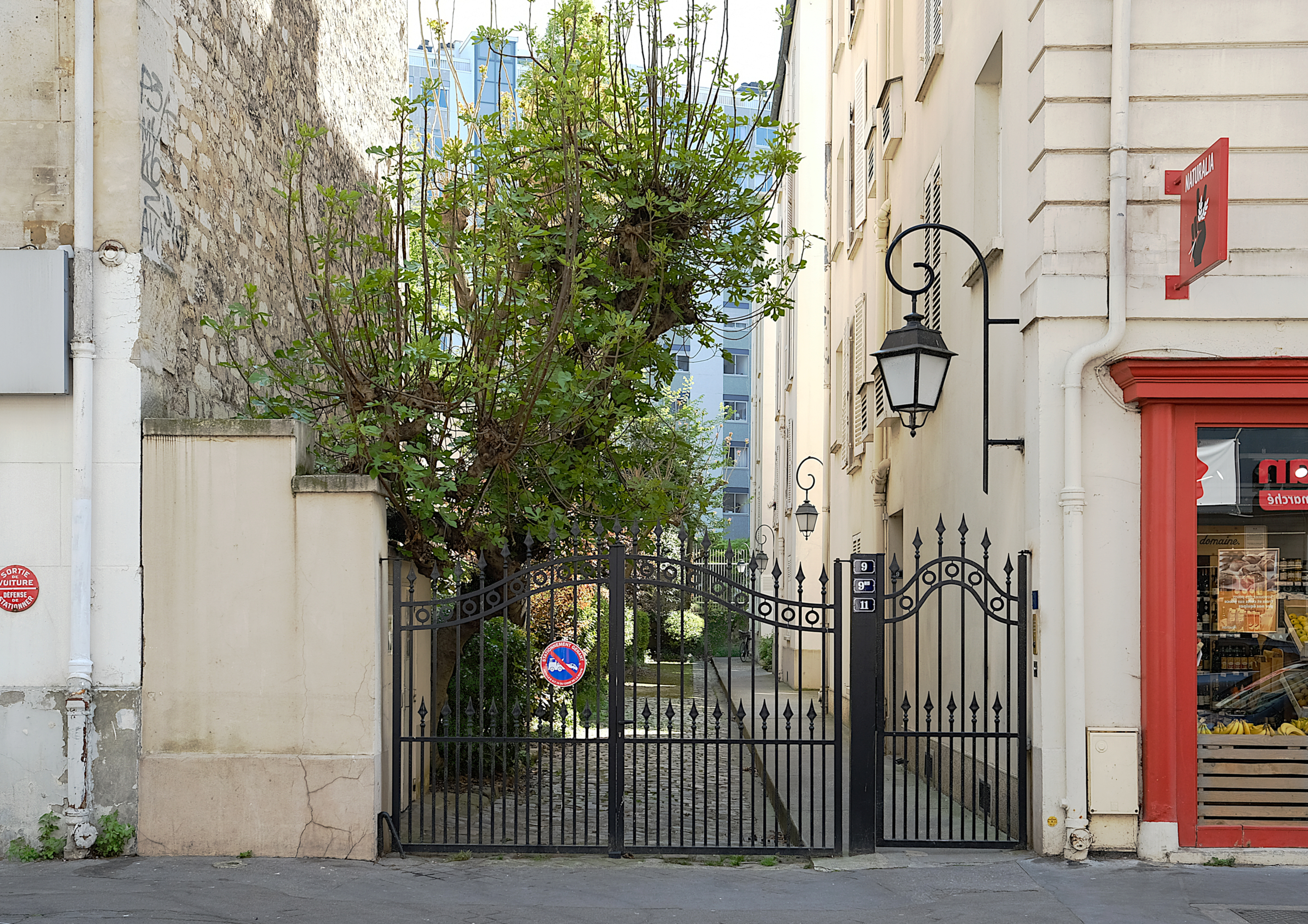
N°9, 9bis et 11.
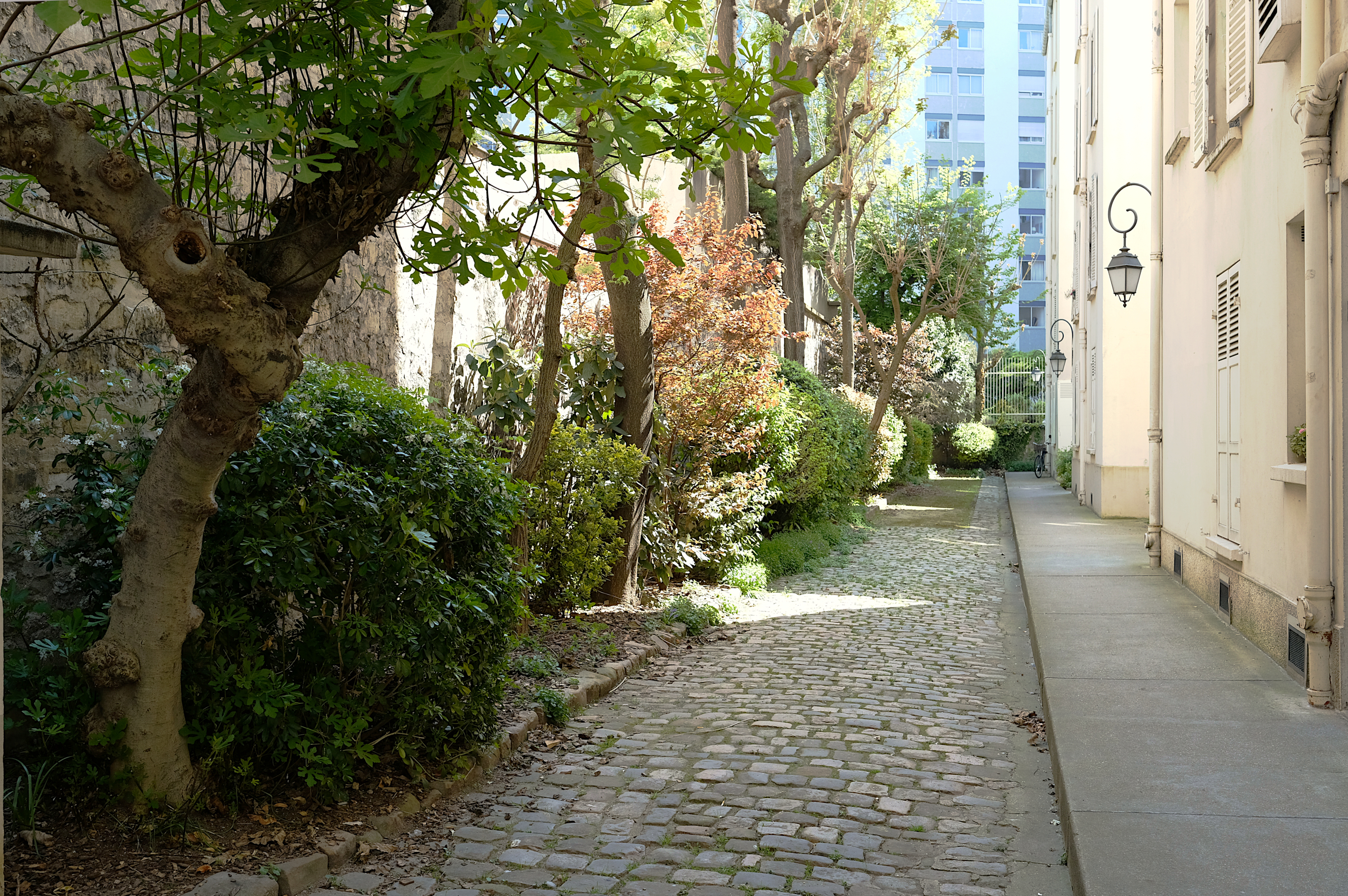
Voie privée.